# Ducado de Santoña

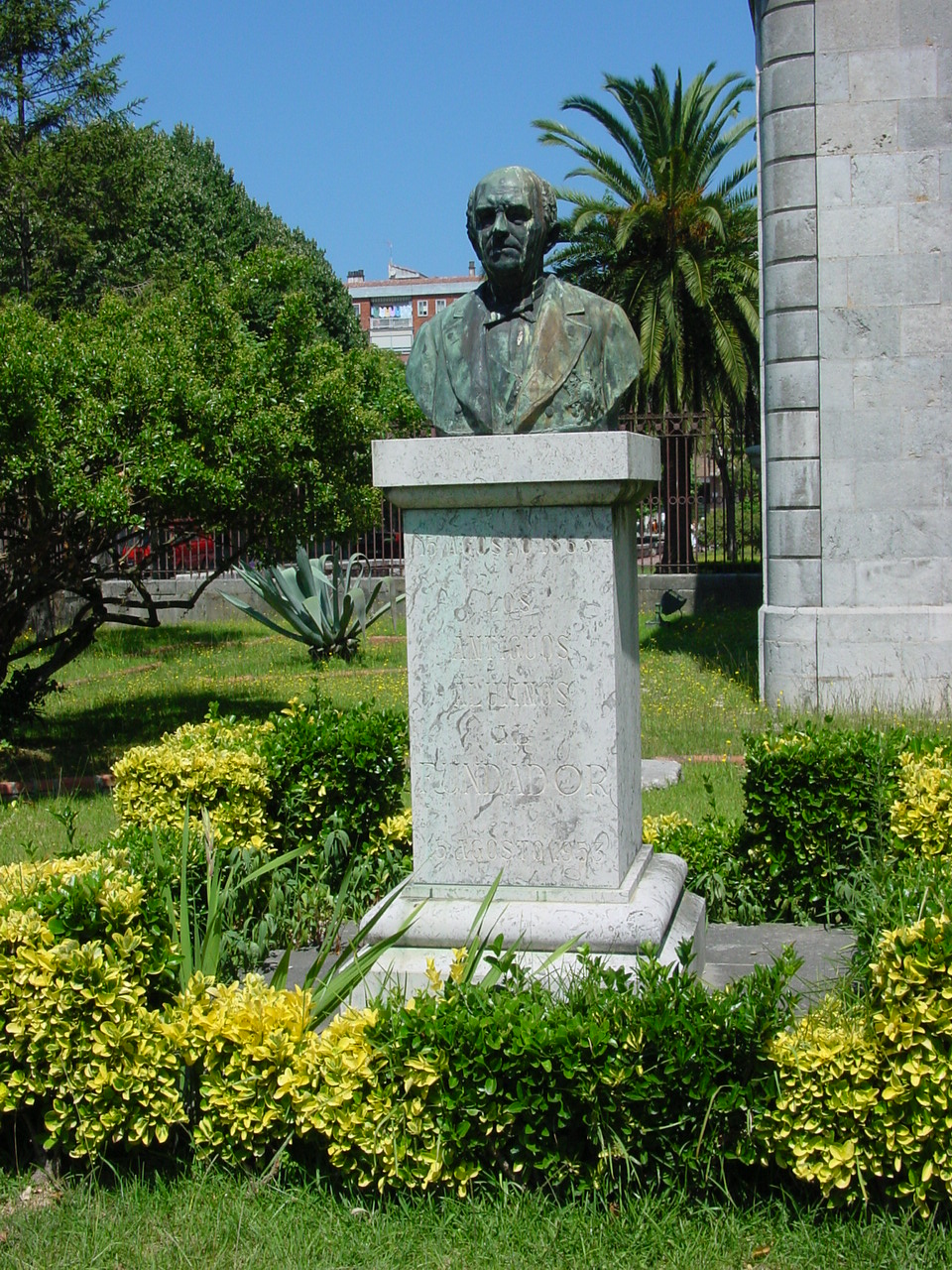
Busto del i marqués de Manzanedo y i duque de Santoña. En Santoña, Cantabria.

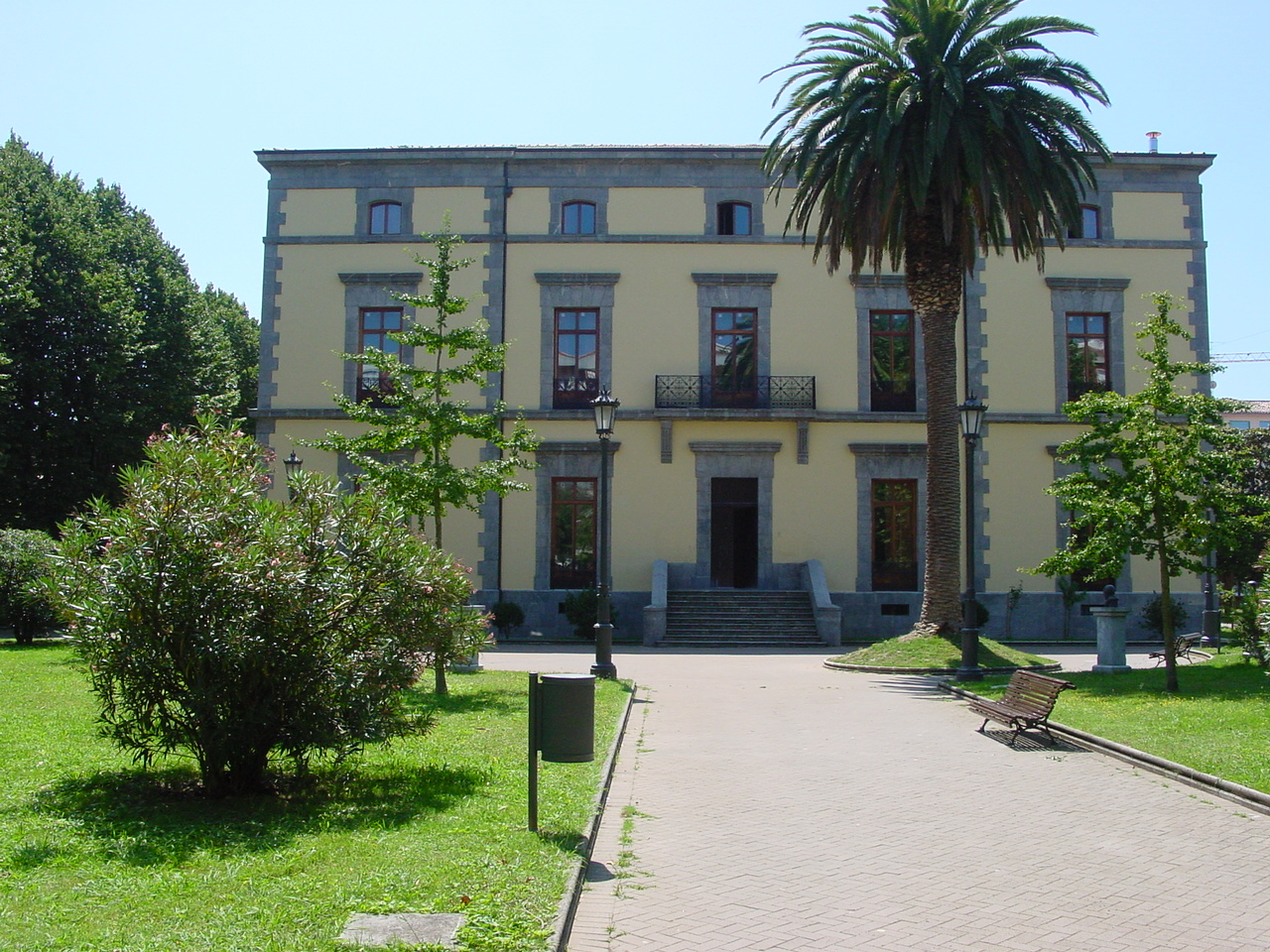
Palacio de los marqueses de Manzanedo, en Santoña, Cantabria.

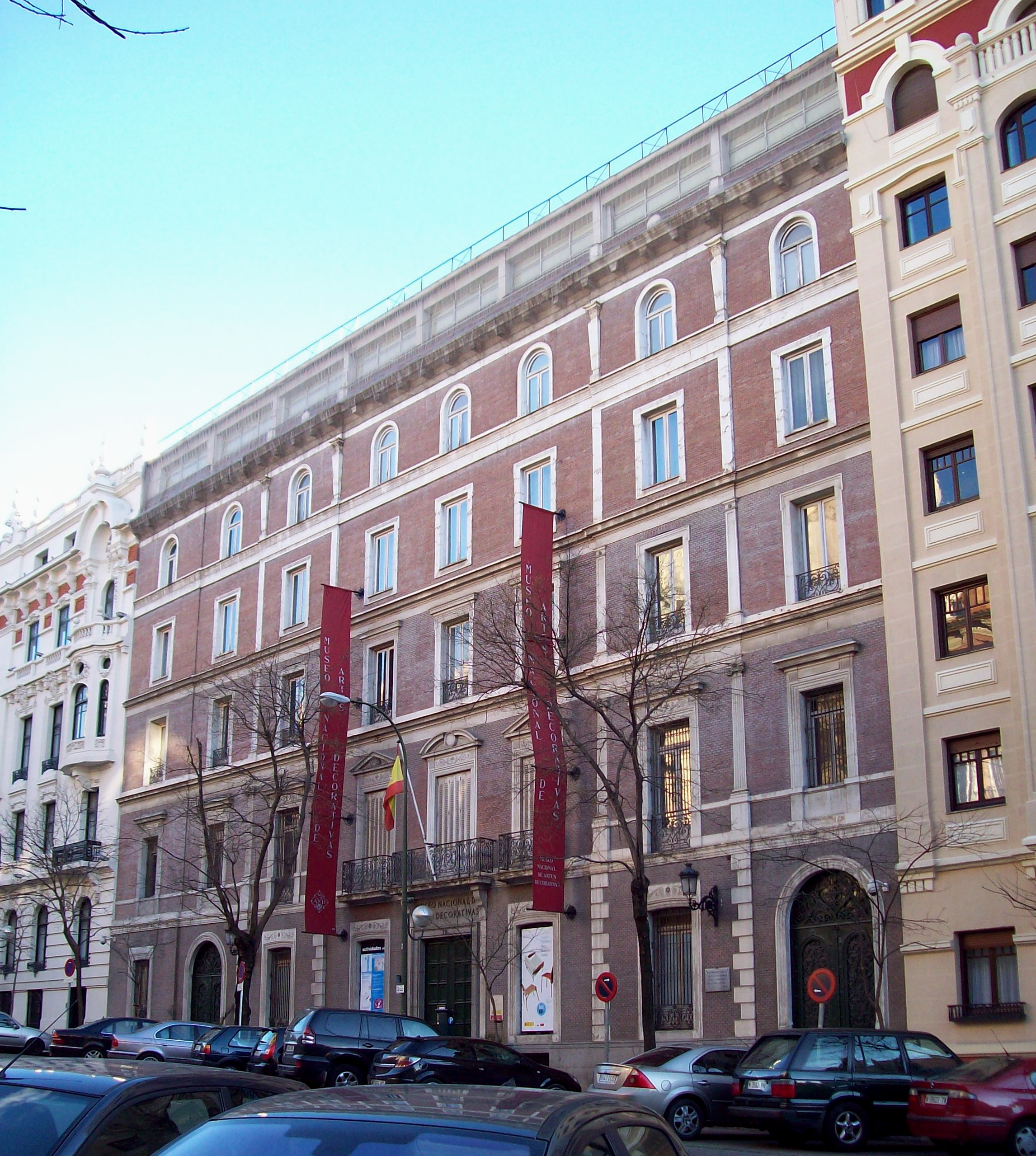
Casa-palacio de la duquesa de Santoña, C/ Montalbán, 12 (Madrid). Actualmente, y desde 1932 Museo Nacional de Artes Decorativas. Declarado patrimonio histórico-artístico en 1962

El ducado de Santoña es un título nobiliario español por el rey Alfonso XII, por Real Decreto de 20 de enero de 1875 y carta del 22 de marzo de 1875 y con grandeza de España, para Juan Manuel de Manzanedo, a quien Isabel II le había concedido el título de marqués de Manzanedo el 24 de febrero de 1864.
De familia humilde, Juan Manuel de Manzanedo fue uno de los muchos indianos que lograron amasar una cuantiosa fortuna en América, en este caso en Cuba.  Regresó a España en 1844 con más de 50 millones de reales de la época y participó en múltiples empresas financieras junto a su esposa María del Carmen Hernández. Se centró especialmente en la banca y en el incipiente ferrocarril, lo que le hizo multiplicar por cuatro su patrimonio. También participó en política y fue diputado en Cortes y senador.

## Duques de Santoña
|                          | Titular                                     | Periodo                  |
| Creación por Alfonso XII | Creación por Alfonso XII                    | Creación por Alfonso XII |
| ------------------------ | ------------------------------------------- | ------------------------ |
| i                        | Juan Manuel Manzanedo y González de la Teja | 1875-1882                |
| ii                       | Juan Manuel Mitjans y Manzanedo             | 1883-1929                |
| iii                      | Juan Manuel Mitjans y Murrieta              | 1930-1965                |
| iv                       | Juan Manuel Mitjans y López de Carrizosa    | 1966-1967                |
| v                        | Juan Manuel Mitjans y Domecq                | 1969-actual titular      |

## Historia de los duques de Santoña
- Juan Manuel Manzanedo y González (Santoña, 8 de marzo de 1803-19 de agosto de 1882),[6], I duque de Santoña y I marqués de Manzanedo, hijo de Ramón Manzanedo de la Teja y de Ignacia González Delgado.[7]  Conoció en La Habana a Luisa Intentes Serra, con la que no llegó a casarse, a pesar de haber tenido con ella una hija, llamada Josefa (n. La Habana, 27 de mayo de 1839), hija natural que fue legitimada (por rescripto regio) en 1857 por la reina Isabel II.[8] Esta, su única hija, Josefa Manzanedo Intentes, fue la heredera y II marquesa de Manzanedo, pero no la II duquesa de Santoña, ya que por expreso deseo testamentario de Juan Manuel, el II duque lo fue el hijo de esta y de su esposo Francisco de Paula Mitjans y Colinó.[9] En 1873, y a la edad de 70 años, de Manzanedo, se siente solo en La Habana, ya que su hija residía en París con su esposo e hijos, y conoce a una dama llamada María del Carmen Hernández Espinosa de los Monteros (Motril el 25 de marzo de 1828-Madrid, 14 de octubre de 1894), con la que se casa civil y religiosamente, en Madrid, el 28 de diciembre de 1873).[10] Con su esposa traslada su residencia a España, primero a Cádiz y luego a Madrid, donde adquiere en la calle Príncipe, el palacio de los Goyeneche, al que reforma convirtiéndolo en un suntuoso palacio renacentista en el exterior y barroco en su interior. Este palacio fue el regalo de bodas, de Juan Manuel, a su esposa.[11]

Al morir el duque, su hija Josefa, heredera de la mayor parte de la inmensa fortuna de su padre, tasada en más de 2000 millones de reales de la época, entabla una larga batalla judicial en la que consigue despojar a su madrastra de los bienes que había recibido, incluido el palacio, con lo que la duquesa viuda queda en la más absoluta indigencia, acogida a la caridad hasta su muerte, el 14 de octubre de 1894. Le sucedió su nieto el 25 de abril de 1883:
- Juan Manuel Mitjans y Manzanedo (1865-10 de septiembre de 1929)[1] II duque de Santoña y III marqués de Manzanedo, nieto del I duque, hijo de Josefa Manzanedo y de Francisco de Paula Mitjans y Colinó.[11]

Casó en primeras nupcias el 29 de enero de 1890 con Clara de Murrieta y Bellido (1866-10 de junio de 1900), hija única del I marqués de Santurce, José Murrieta y del Campo y de su esposa Jesusa Bellido. De ese primer matrimonio nacería su hijo Juan Manuel Mitjans y Murrieta que heredaría el ducado a su muerte. Ya viudo, se casó de nuevo en 2 de julio de 1906 con Eugenia Sol Fitz-James Stuart y Falcó (1880-1962), condesa de Teba, más tarde IX  condesa de Baños, hija de los XVI duques de Alba de Tormes, Dama de la Reina Victoria Eugenia de España. El hijo primogénito le sucedió en el ducado el 1 de agosto de 1930: El marquesado de Manzanedo pasó al segundo hijo del duque, José Mitjans y Murrieta, (este sin descendientes), que fue IV marqués de Manzanedo. El tercer hijo, Carlos Alfonso Mitjans y Fitz James-Stuart, fue el heredero de los condados de Baños y de Teba. El menor de sus hijos, Jaime Mitjans y Fitz-James Stuart, ostentó el título de marqués de Ardales.
- Juan Manuel Mitjans y Murrieta (1891-1965), III duque de Santoña, II marqués de Santurce y II  conde del Rincón (por sucesión a su tía María Mitjans y Manzanedo, I condesa del Rincón).

Casó el 24 de octubre de 1916 con María del Carmen López de Carrizosa y Martel (1894-20 de noviembre de 1979), hija del II marqués del Mérito. Su hija María del Carmen Mitjans y López de Carizosa fue III condesa del Rincón. Le sucedió su hijo en 1966:
- Juan Manuel Mitjans y López de Carrizosa (1917-10 de abril de 1967), IV duque de Santoña[1] y III marqués de Santurce.

Casó con Consuelo Domecq y González (1919-27 de abril de 1995). Le sucedió su hijo el 10 de diciembre de 1969
- Juan Manuel Mitjans y Domecq (Jerez de la Frontera, 1951), V duque de Santoña,[1] IV marqués de Santurce, V marqués de Manzanedo y IV conde del Rincón.

Casó con María Cristina Basa Ybarra. Son padres de dos hijos, Juan Manuel Mitjans y Basa, VI marqués de Manzanedo y Álvaro Jaime Mitjans y Basa, V marqués de Santurce, por cesión paterna, desde el 26 de abril de 2004.